# Teófilo Chantre
Teófilo Chantre (Ilha de São Nicolau, 1964) é um músico e compositor caboverdiano.
Quando Teófilo Chantre tinha treze anos, a sua família partiu de Cabo Verde para Paris. Esta distância da sua terra nativa serviu de inspiração e despertou a sua criatividade, tendo começado a compor, durante a sua adolescência, canções inspiradas nas mornas e coladeiras da sua terra.
Ao longo da sua vida foi também muito influenciado pela restante música lusófonoa, a brasileira em particular. A sua reputação como cantor e compositor foi aumentando até ao ponto de Cesária Évora ter gravado três canções suas no seu disco Miss Perfumado, que fez dela uma estrela internacional.
Tendo continuado a compor para outros intérpretes, Chantre consolidou entretanto a sua posição enquanto intérprete e gravou diversos discos, entre os quais Di Alma e Viaja.
Em concerto interpreta as suas canções sobretudo acusticamente, com acordeão, baixo, guitarra, cavaquinho e bateria.

## Discografia
- “Terra & Cretcheu”,  1993
- “Di Alma”,  1997
- “Rodatempo”,  2000
- “Live”,  2002
- “Azulando” – 2004
- "Metissage" - 2013